# 득롱
득롱(베트남어: Đức Long / 德隆 덕륭 / 1629년 4월 ~ 1635년 10월)은 베트남 후 레 왕조(後黎朝) 신종(神宗) 레 주이 끼(黎維祺)의 두번째 연호이다.
- 찐 주 군주(섭정) : 찐짱(鄭梉)
- 응우옌 주 군주 : 응우옌 푹 응우옌(阮福源) → 응우옌 푹 란(阮福瀾)
- 버우 주 군주 : 부꽁득(武公悳)

## 개원
- 빈또(永祚) 11년(1629년) 4월에 연호를 득롱(德隆)으로 개원함.[1][2]

- 득롱(德隆) 7년(1635년) 10월에 연호를 즈엉호아(陽和)로 개원함.[1][2]

## 연대 대조표
| 득롱 | 서기 (西紀) | 간지 (干支) | 응우옌 주 기년  | 명나라 연호    |
| 원년 | 1629년      | 기사 (己巳) | 불주(佛主) 16년 | 숭정(崇禎) 2년 |
| 2년  | 1630년      | 경오 (庚午) | 불주 17년       | 숭정 3년       |
| 3년  | 1631년      | 신미 (辛未) | 불주 18년       | 숭정 4년       |
| 4년  | 1632년      | 임신 (壬申) | 불주 19년       | 숭정 5년       |
| 5년  | 1633년      | 계유 (癸酉) | 불주 20년       | 숭정 6년       |
| 6년  | 1634년      | 갑술 (甲戌) | 불주 21년       | 숭정 7년       |
| 7년  | 1635년      | 을해 (乙亥) | 불주 22년       | 숭정 8년       |

## 동시대 연호

### 중국
명(明)
- 숭정(崇禎) (1628년 ~ 1644년)

후금(後金)
- 천총(天聰) (1627년 ~ 1636년)

기타
- 이성명(李盛明) 영보(靈寶) (1629년)
- 고영상(高迎祥) 흥무(興武) (1635년 ~ 1636년)

### 일본
- 간에이(寬永) (1624년 ~ 1644년)

## 같이 보기
- 베트남의 연호